# Andrew Hunter
Andrew Hunter (Halton, 25 juli 1986) is een Britse zwemmer. Hij vertegenwoordigde zijn vaderland op de Olympische Zomerspelen 2008 in Peking.

## Carrière
Hunter maakte zijn internationale debuut, namens Schotland, op de Gemenebestspelen 2006 in Melbourne. Op dit toernooi eindigde hij als zevende op de 200 meter vrije slag en strandde hij in de series van de 400 meter vrije slag, samen met David Carry, Euan Dale en Robert Renwick sleepte hij de zilveren medaille in de wacht op de 4x200 meter vrije slag. Op de Europese kampioenschappen zwemmen 2006 in Boedapest veroverde de Brit samen met David Carry, Simon Burnett en Ross Davenport de zilveren medaille op de 4x200 meter vrije slag.
Tijdens de wereldkampioenschappen zwemmen 2007 in Melbourne, Australië zwom Hunter samen met Ross Davenport, Robert Lang en Robert Renwick in de series van de 4x200 meter vrije slag, in de finale eindigden Davenport en Renwick samen met David Carry en Simon Burnett op de vierde plaats.
In Eindhoven nam de Brit deel aan de Europese kampioenschappen zwemmen 2008, op dit toernooi eindigde hij samen met David Carry, Euan Dale en Ross Davenport als vierde op de 4x200 meter vrije slag. Op de wereldkampioenschappen kortebaanzwemmen 2008 in Manchester werd Hunter uitgeschakeld in de series van de 200 meter vrije slag, op de 4x200 meter vrije slag legde hij samen met David Carry, Andrew Hunter en Ross Davenport beslag op de zilveren medaille. Tijdens de Olympische Zomerspelen van 2008 in Peking eindigde de Brit samen met David Carry, Andrew Hunter en Ross Davenport als zesde op de 4x200 meter vrije slag.

### 2009-heden
In Rome nam Hunter deel aan de wereldkampioenschappen zwemmen 2009, op dit toernooi strandde hij in de halve finales van de 200 meter vrije slag. Samen met Robbie Renwick, David Davies en David Carry zwom hij in de series van de 4x200 meter vrije slag, in de finale eindigden Renwick en Carry samen met Robert Bale en Ross Davenport op de zevende plaats. Op de Europese kampioenschappen kortebaanzwemmen 2009 in Istanboel eindigde de Brit als negende op de 200 meter vrije slag, op zowel de 100 als de 400 meter vrije slag werd hij uitgeschakeld in de series.
Tijdens de Gemenebestspelen 2010 in Delhi strandde Hunter in de series van de 200 meter vrije slag, op de 4x200 meter vrije slag sleepte hij samen met David Carry, Jak Scott en Robbie Renwick de zilveren medaille in de wacht. Samen met Jak Scott, Craig McNally en Cameron Brodie eindigde hij als vijfde op de 4x100 meter vrije slag, op de 4x100 meter wisselslag eindigde hij samen met Craig McNally, Michael Jamieson en Andrew Mayor op de vijfde plaats.

## Internationale toernooien
| Jaar | Olympische Spelen    | WK langebaan                                                            | WK kortebaan                           | EK langebaan         | EK kortebaan                                               | Gemenebestspelen                                                                      |
| ---- | -------------------- | ----------------------------------------------------------------------- | -------------------------------------- | -------------------- | ---------------------------------------------------------- | ------------------------------------------------------------------------------------- |
| 2006 |                      |                                                                         | geen deelname                          | 4x200m vrije slag    | geen deelname                                              | 7e 200m vrije slag · 12e 400m vrije slag · 4x200m vrije slag                          |
| 2007 |                      | 4e 4x200m vrije slag Hunter zwom enkel in de series                     |                                        |                      | geen deelname                                              |                                                                                       |
| 2008 | 6e 4x200m vrije slag |                                                                         | 9e 200m vrije slag · 4x200m vrije slag | 4e 4x200m vrije slag | geen deelname                                              |                                                                                       |
| 2009 |                      | 15e 200m vrije slag 7e 4x200m vrije slag Hunter zwom enkel in de series |                                        |                      | 33e 100m vrije slag 9e 200m vrije slag 17e 400m vrije slag |                                                                                       |
| 2010 |                      |                                                                         | geen deelname                          | geen deelname        | geen deelname                                              | 10e 200m vrije slag · 5e 4x100m vrije slag · 4x200m vrije slag · 5e 4x100m wisselslag |

## Persoonlijke records
Bijgewerkt tot en met 10 december 2009

### Kortebaan
| Afstand         | Tijd    | Datum            | Plaats    |
| --------------- | ------- | ---------------- | --------- |
| 100m vrije slag | 48,43   | 7 augustus 2009  | Leeds     |
| 200m vrije slag | 1.44,04 | 9 augustus 2009  | Leeds     |
| 400m vrije slag | 3.43,58 | 10 december 2009 | Istanboel |

### Langebaan
| Afstand         | Tijd    | Datum           | Plaats       |
| --------------- | ------- | --------------- | ------------ |
| 100m vrije slag | 49,82   | 19 maart 2009   | Sheffield    |
| 200m vrije slag | 1.46,90 | 27 juli 2009    | Rome         |
| 400m vrije slag | 3.51,86 | 2 augustus 2007 | Indianapolis |